# Alfred Lunt
Alfred Lunt (12 de agosto de 1892-3 de agosto de 1977) fue un actor y director teatral estadounidense, a menudo identificada por su larga trayectoria artística junto a su esposa, la actriz Lynn Fontanne.

## Carrera
Lunt recibió dos Premios Tony, una nominación al Oscar al mejor actor por su trabajo en el film de 1931 The Guardsman, y un Emmy en 1965 por su actuación en la producción de Hallmark Hall of Fame The Magnificent Yankee. 
Se convirtió en una estrella en 1919 actuando en la obra de Booth Tarkington Clarence, distinguiéndose pronto por su interpretación de personajes de diversa índole. Entre dichos personajes figuran el Conde de Essex en la pieza de Maxwell Anderson Elizabeth the Queen, el de un cantante y bailarín en la obra de Robert Emmet Sherwood Idiot's Delight, el de millonario megalómano en Meteor, de Samuel Nathaniel Behrman, o el de Júpiter en la obra de Jean Giraudoux Amphitryon 38. Sus actuaciones en el drama clásico fueron escasas, pero aun así tuvo éxito con la obra de Shakespeare La fierecilla domada y con la de Chéjov La gaviota (en ésta Lunt era Trigorin, y su esposa encarnaba a Arkadina, mientras que Uta Hagen, debutante en Broadway, era Nina). 
Lunt tenía una técnica teatral muy personal. Entre otras características, en casi todos sus papeles había una prolongada secuencia en la que actuaba de espaldas al público, comunicando las emociones de sus personajes únicamente con la voz y el cuerpo, sin utilizar para nada el rostro.
En 1964 Alfred Lunt y su esposa, Lynn Fontanne, recibieron la Medalla Presidencial de la Libertad de manos del Presidente Lyndon B. Johnson.

## Selección de trabajos en Broadway
- Clarence (1919)
- The Guardsman (1924)
- Ned McCobb's Daughter (1926)
- The Second Man (1927)
- Caprice (1928)
- Elizabeth the Queen (1930)
- Meteor (1930)
- La fierecilla domada (1935)
- Idiot's Delight (1936)
- Amphitryon 38 (1937)
- La gaviota (1938)
- There Shall Be No Night (1940)
- Candle in the Wind (1941)
- The Pirate (1942)
- O Mistress Mine (1946)
- I Know My Love (1949)
- Ondine (1954)
- Quadrille (1954)
- The Great Sebastians (1956)
- First Love (1961)

## Selección de actuaciones para TV y cine
Como actor
- Sally, la hija del circo (1925)
- Solo ella lo sabe (The Guardsman) (1931)
- Producers' Showcase (serie de TV) - episodio 
The Great Sebastians (1957)
- The Magnificent Yankee, producción televisiva de Hallmark Hall of Fame (1965)

Como él mismo
- Stage Door Canteen (1943)
- Show Business at War (1943)
- The Ed Sullivan Show, conocido entonces como Toast of the Town 
(dos actuaciones en 1951)
- The Dick Cavett Show - invitado (1970)

## Vida privada
Su nombre completo era Alfred Davis Lunt, Jr., y nació en Milwaukee, Wisconsin, siendo sus padres Alfred D. Lunt y Harriet Washburn Briggs. Tras fallecer su padre, que trabajaba en el sector maderero, en 1893, la madre de Alfred se casó con un médico de origen finlandés, Karl Sederholm, con el cual tuvo otro hijo y dos hijas. El matrimonio finalmente se mudó a Genesee Depot, Wisconsin. Lunt después estudió en la Universidad Carroll de la cercana Waukesha.
Junto a su esposa Lynn Fontanne, con la que se casó el 26 de mayo de 1922 en Nueva York, formó una de las más destacadas parejas interpretativas de Broadway. Convencidos de su imagen pública de matrimonio feliz, a veces sorprendían al público interpretando a adúlteros, como en el caso de la obra de Robert Emmet Sherwood Reunion in Vienna, o como integrantes de un menage a trois en la pieza de Noel Coward Design for Living (De hecho, Design for Living, escrita para los Lunt, era tan audaz, tocando la bisexualidad y el ménage à trois, que Coward la estrenó en Nueva York a sabiendas de que no superaría la censura en Londres). Los Lunt actuaron juntos en más de 24 obras. También rodaron juntos un film, The Guardsman, en 1931. Además trabajaron en varios dramas radiofónicos producidos por Teathre Guild en la década de 1940, además de participar en unas pocas producciones televisivas en los años cincuenta y sesenta. Lunt y Fontanne se retiraron en 1966.
Alfred Lunt falleció en 1977 en Chicago, Illinois, a causa de las complicaciones surgidas tras ser sometido a una intervención para tratarle un cáncer de vejiga. Fue enterrado en el Cementerio Forest Home de Milwaukee.

## Premios y distinciones
Premios Óscar
| Año  | Categoría   | Película          | Resultado |
| ---- | ----------- | ----------------- | --------- |
| 1933 | Mejor actor | Solo ella lo sabe | Nominado  |